# Antoni Font (músic)
Antoni Font (Barcelona - Madrid, 13 de setembre de 1810) fou un violinista i compositor català. Segons Pedrell va ser primer violí, encara que segons Fargas i Soler fou viola per oposició a la Reial Capella de Madrid des del 3 de setembre de 189 fins a la seva mort. Va compondre una òpera amb text de Joaquin Esquerra, que fou admesa per la Real Dirección de Teatros a finals del segle xviii. S'han conservat 19 de les seves obres religioses a la Biblioteca de Catalunya. Entre elles hi destaca Misa i una Salve en llati i castellà a 8 veus.